# Torneo de Buenos Aires
El IEB+ Argentina Open o Argentina Open (anteriormente llamado Campeonato del Río de La Plata y Abierto de Sudamérica) es un torneo oficial de tenis que se juega en el Buenos Aires Lawn Tennis Club.
Este se integra en el calendario de la ATP y la WTA, ocupando un lugar destacado en la categoría ATP 250 para el circuito masculino, y siendo el primer evento de la temporada en polvo de ladrillo. En el ámbito femenino, forma parte de los torneos WTA 125s y se disputa durante el mes de noviembre.

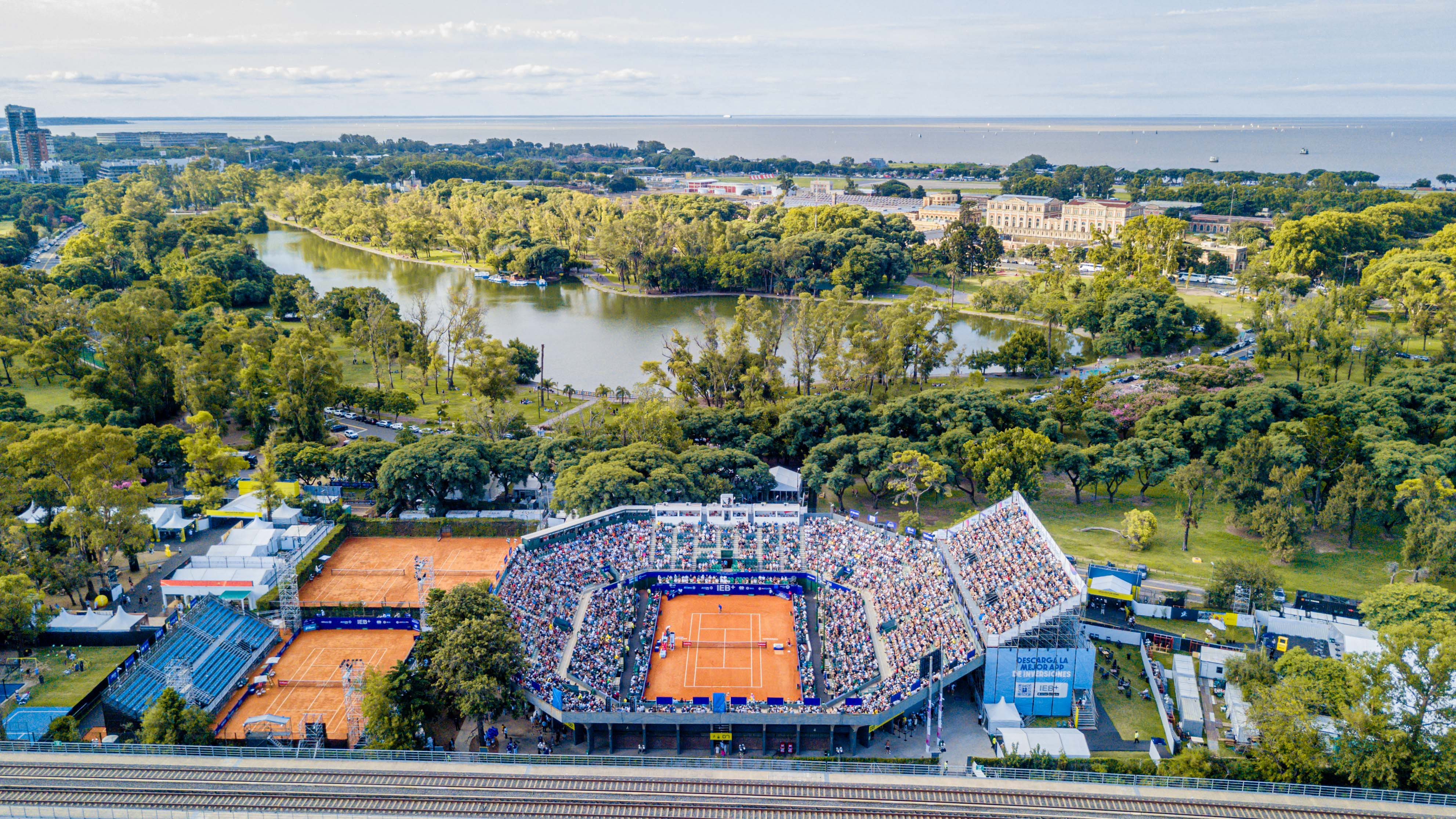
Vista aérea del Argentina Open.

Es uno de los 3 torneos que actualmente conforman la denominada gira sudamericana ATP junto con los de Río de Janeiro y Santiago de Chile, que se realiza durante el mes de febrero, en el periodo comprendido entre la finalización del Abierto de Australia y el comienzo del Masters de Indian Wells.

## Historia

### 1893-1970
El torneo se disputa desde 1893, lo cual lo convierte en el quinto torneo más antiguo del mundo (el más antiguo de Sudamérica) solo por detrás de Wimbledon (1877), el US Open (1881), el Masters de Canadá (1881) y Roland Garros (1891).
En 1893, el Buenos Aires Lawn Tennis Club (BALTC) organizó el primer torneo, inicialmente de carácter interno y exclusivo para sus socios. Aunque se consideraba abierto, solo participaron jugadores de la institución. Al año siguiente, en 1894, el torneo adoptó oficialmente el nombre de Campeonato del Río de la Plata y se abrió a participantes externos, consolidándose como un evento destacado en el calendario tenístico internacional.

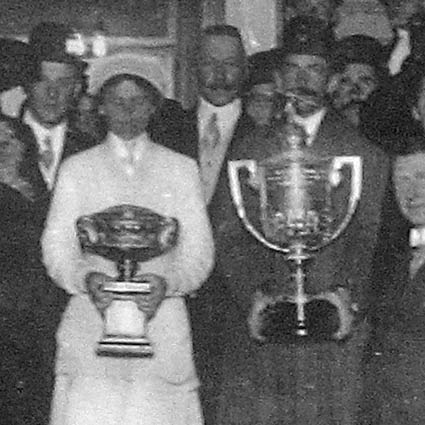
Entrega de premios del Campeonato del Río de la Plata 1906. Con las copas en la mano, los ganadores: Dorothy Boadle y Stanley Knight, junto al presidente del Buenos Aires LTC, Enrique Woodgate.

A lo largo de las décadas siguientes, el campeonato fue escenario de hitos significativos en la historia del tenis argentino. En 1926, se inauguró la "Tribuna Central" del BALTC, que, se convirtió en la sede principal del Campeonato del Río de la Plata y del Campeonato de la República, reflejando el crecimiento y la popularidad del tenis en el país.
Durante este período, el campeonato atrajo a destacados tenistas internacionales y locales, consolidándose como un evento de prestigio en el circuito tenístico. Figuras como el ecuatoriano Pancho Segura y el británico Fred Perry dejaron su huella en las canchas del BALTC, enfrentándose a talentosos jugadores argentinos y contribuyendo al legado histórico del torneo. Estos encuentros no solo elevaron el nivel competitivo del campeonato, sino que también fomentaron el intercambio cultural y deportivo entre naciones.
En 1960, se produjo un hito notable cuando Eduardo Prado derrotó a Enrique Morea en la final del Campeonato del Río de la Plata, poniendo fin a una racha de 15 años de invicto de Morea en suelo argentino contra tenistas locales. Este resultado destacó la competitividad y el alto nivel de los jugadores nacionales en el torneo.

### 1970-2000
La década de 1970 se destacó debido a la presencia del máximo ganador del torneo desde el inicio de la era abierta, Guillermo Vilas, quien logró conquistar el título en ocho ocasiones, logrando esta hazaña en los años 1973, 1974, 1975, 1976, 1977 (en dos instancias), 1979 y 1982. Lo que lo coloca sin dudas como el tenista masculino más exitoso de la historia del torneo.

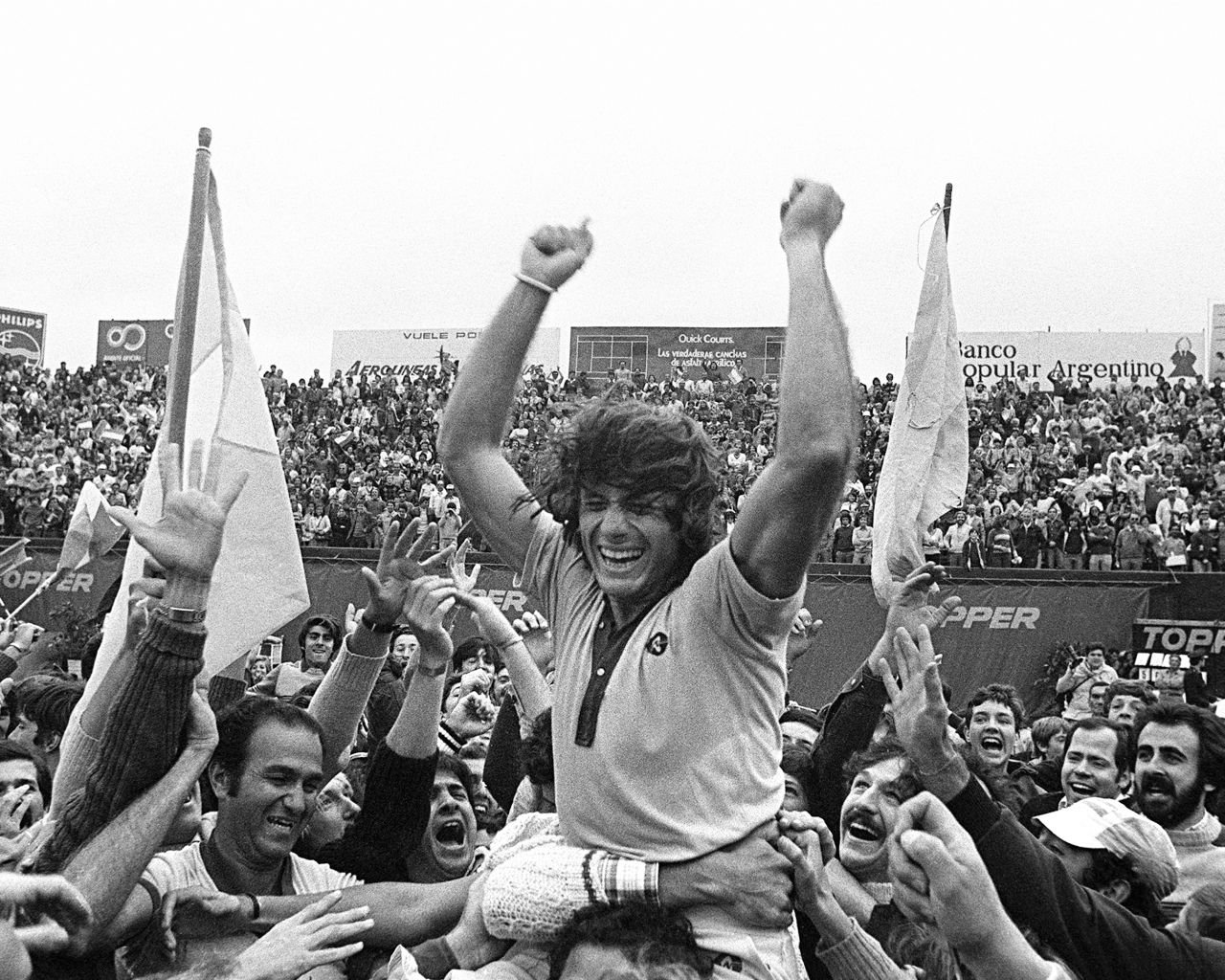
Guillermo Vilas, máximo ganador del torneo festeja su título de 1977.

Durante la década de 1980, el torneo formó parte del Grand Prix. Dentro de este circuito, generalmente pertenecía a la categoría Grand Prix Regular Series, lo que implicaba una menor cantidad de puntos en comparación con los eventos de mayor prestigio, por lo que el campeón recibía entre 150 y 200 puntos para el ranking mundial, aunque la cantidad exacta podía variar según el año y la importancia del torneo dentro del calendario.  
En 1990, con la creación de la ATP Tour, el torneo de Buenos Aires pasó a formar parte de la ATP World Series, la categoría más baja del nuevo circuito (equivalente a los actuales ATP 250). En esta etapa, los puntos otorgados generalmente oscilaban entre 200 y 250 puntos.

### 2001-actualidad
Desde el año 2001 forma parte del circuito ATP, perteneciendo a la categoría de torneos ATP Tour 250.
El torneo ha sido conquistado por jugadores de renombre, incluidos ex números 1 del mundo como los españoles Rafael Nadal (2015), 13 veces campeón de Roland Garros, Carlos Alcaraz (2023) y Carlos Moyá (2003 y 2006), así como el brasileño Gustavo Kuerten (2001), quien levantó tres veces el trofeo en París. El español David Ferrer, ex número 3 del mundo, es el jugador más laureado durante este periodo con 3 coronaciones en el IEB+ Argentina Open (2012, 2013 y 2014)
El torneo también vio consagrarse a figuras destacadas del circuito ATP. En 2016, el austríaco Dominic Thiem se alzó con el título, que logró repetir en 2018. Por su parte, el noruego Casper Ruud demostró su dominio en el polvo de ladrillo porteño con dos conquistas en 2020 y 2022. Estos campeones, que brillaron en el certamen, consolidaron al torneo como una cita ineludible dentro del calendario ATP y un trampolín para grandes figuras del tenis mundial.
Asimismo, es importante destacar los locales que lograron alzar el título. En los 2000, la llamada Legión Argentina dejó su huella con las victorias de Gastón Gaudio (2005), Guillermo Coria (2004) y David Nalbandian (2008). Más adelante, Juan Mónaco logró el título en 2007. Otros argentinos que levantaron el trofeo fueron Diego Schwartzman, campeón en 2021, y Facundo Díaz Acosta en el 2024. Estos logros reflejan la fuerte tradición del tenis argentino en el torneo, convirtiéndolo en un escenario clave para el desarrollo de las figuras nacionales en el circuito ATP.

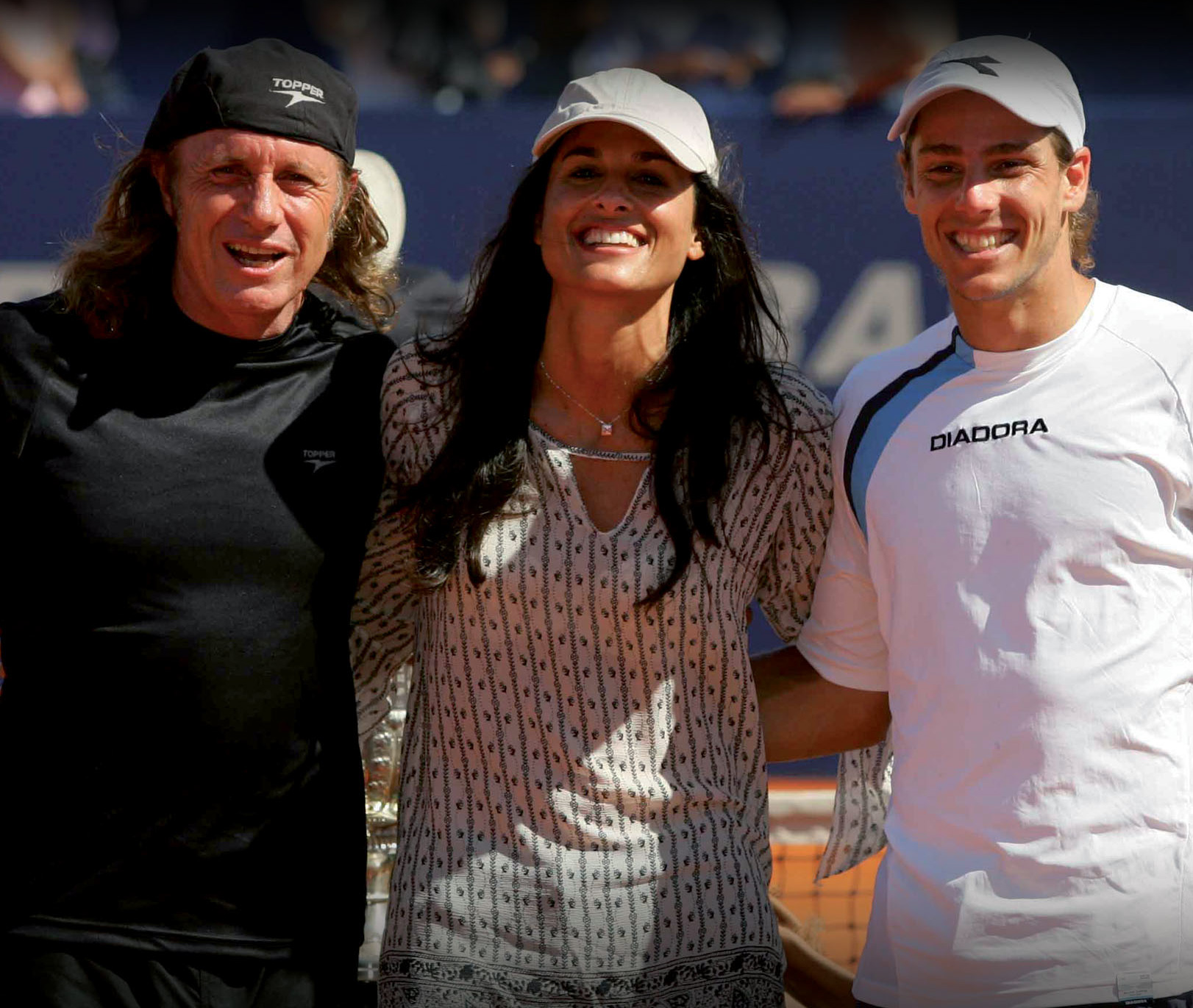
Gastón Gaudio, flamante campeón del Argentina Open 2005, junto a Guillermo Vilas y Gabriela Sabatini, leyendas del tenis argentino

En 2025, el certamen se convirtió en el primer torneo de tenis sobre polvo de ladrillo en incorporar el sistema Live Electronic Line Calling (ELC), una versión automatizada del "Ojo de Halcón" que sustituye a los jueces de línea. Esta tecnología fue introducida con el objetivo de aumentar la precisión en las decisiones arbitrales y minimizar los errores humanos.
La implementación de este sistema representó un cambio significativo en el tenis sobre arcilla, marcando el inicio de una nueva era en la que la tecnología juega un papel clave en la imparcialidad y eficiencia del arbitraje.
La edición 2025 del torneo quedó en la historia al registrar una asistencia récord de 66.346 espectadores, reflejando el creciente interés del público por el evento. 
En la actualidad el campeón es el brasileño João Fonseca, quien logró coronarse luego de vencer en el cotejo final al argentino Francisco Cerúndolo en sets corridos 6-4 y 7-6 (1).

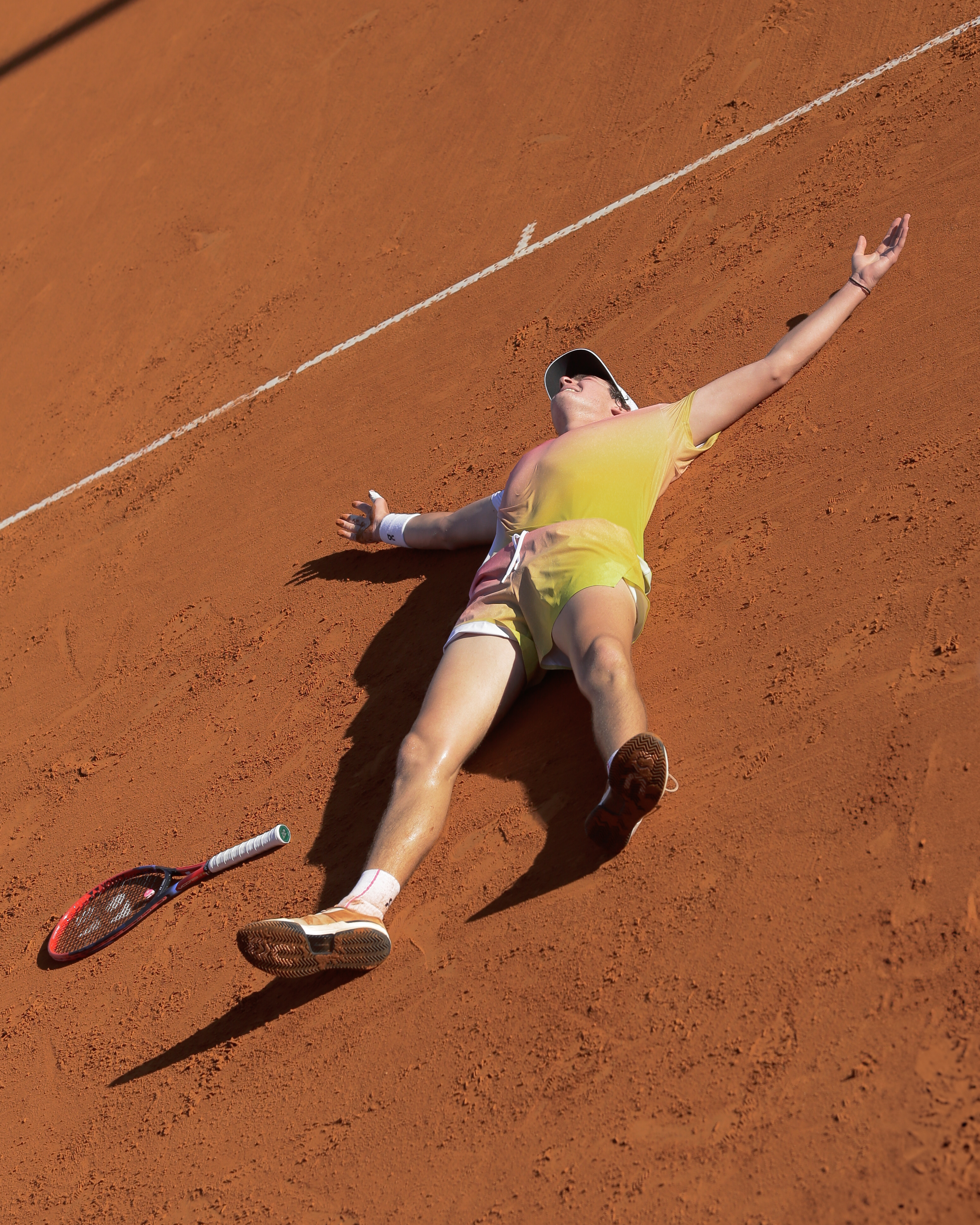
Joao Fonseca festeja su primer título en 2025

### Torneo de Buenos Aires Femenino
El torneo femenino, en la actualidad, dentro de la categoría WTA 125 se disputa desde 1903 (con interrupciones en 1981, 1983-1985 y 1988-2020). Dorothy W. Boadle, tenista argentina, ostenta el récord como la más laureada con 8 coronaciones.

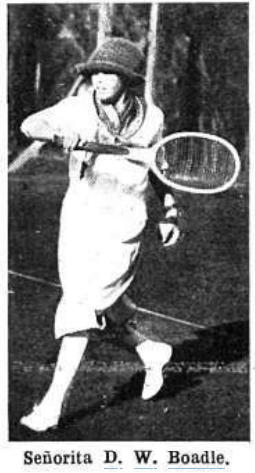
Dorothy Boadle ganadora del Campeonato Río de la Plata de 1906.

## Instalaciones
Se disputa en el Buenos Aires Lawn Tennis Club que cuenta con un court central, dos estadios con menor capacidad y canchas auxiliares destinadas a entrenamientos de los jugadores.
Estadio Central Horacio Billoch Caride
Court Central Guillermo Vilas:

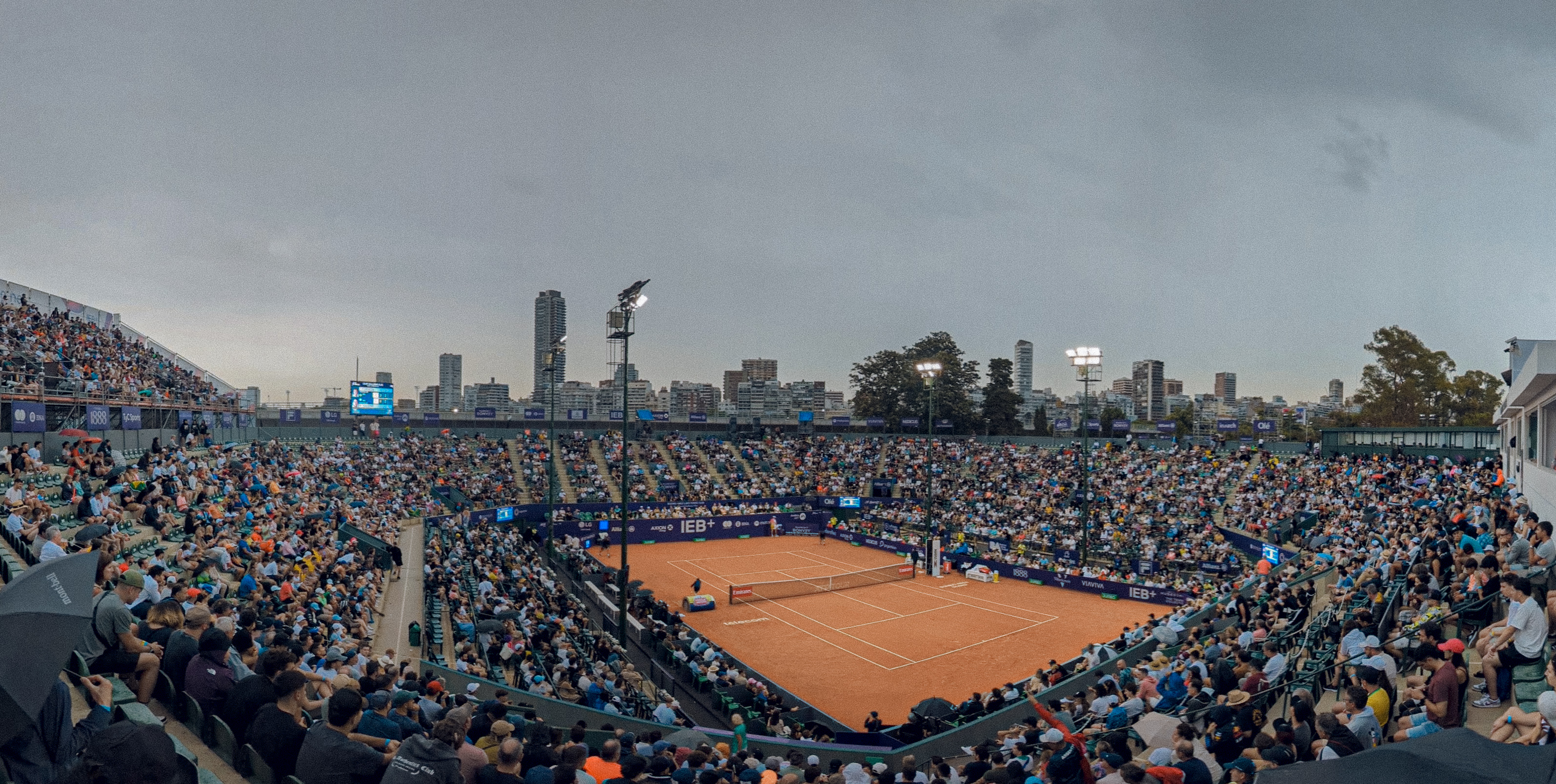
Vista del Court Central Guillermo Vilas, nombrado en honor al 8 veces ganador del torneo.

En él se juegan los principales partidos de la ronda de calificación y ronda final. Posee una capacidad de 4950 espectadores, que se extienden a 5750 en algunas ediciones debido a la presencia de una tribuna auxiliar con capacidad de 800 espectadores.
El 9 de noviembre de 2004 la Comisión Directiva del Buenos Aires Lawn Tennis Club impuso el nombre del Dr. Horacio Billoch Caride a su Estadio Central -Tribuna Central- en reconocimiento a su trayectoria como presidente del Club durante 35 años. Billoch Caride fue proclive a un club de puertas abiertas, cobijando a los jóvenes talentos del país, haciéndolos sentir como en su casa. Facilitó las instalaciones para el desarrollo de la escuela de alto rendimiento de la Asociación Argentina de Tenis e innumerables series de Copa Davis, haciendo que el club con los años fuera considerada la “Catedral del Tenis” de Sudamérica. Presidió en dos períodos la Asociación Argentina de Tenis, representó al club en la primera división junto al destacado jugador Alejo Russell. Fue artífice de la escrituración del predio e intermedió para que otros clubes tradicionales del Parque Tres de Febrero pudieran también convertirse en propietarios. Al homenaje que se dio en el marco de la Copa Argentina de Tenis, asistió, además del público en general, los socios del BALTC, amigos, dirigentes del tenis, su hermana Susana Billoch Caride de Frías, el Dr. Gerardo Lo Prete, presidente del Club y su entrañable amigo Guillermo Vilas, quienes acompañaron el descubrimiento de la placa recordatoria, que hoy se exhibe en el ingreso al palco oficial del Estadio. La "Tribuna Central", comenzó a edificarse en mayo de 1926 y se habilitó en octubre de ese año, con su inauguración oficial en noviembre de 1927 en un partido entre Argentina y el Racing Club de París. Su diseño optimizó la visual de los espectadores y contó con un palco inspirado en el existente en la pista central de Wimbledon. www.baltc.net
El lunes 8 de febrero de 2016, en el marco del torneo de ATP Argentina Open, se realizó el acto oficial durante el cual se nombró “Court Central Guillermo Vilas” a la legendaria cancha.
Entre 2017 y 2023 el centenario estadio fue remodelado y modernizado con obras que incluyeron la puesta en valor de dos vestuarios, la instalación de nuevos sistemas de refrigeración, la refacción de los baños públicos, la construcción de los pisos exteriores del estadio, la instalación de marcadores eléctricos y la colocación de nuevas butacas.
Estadio 2:

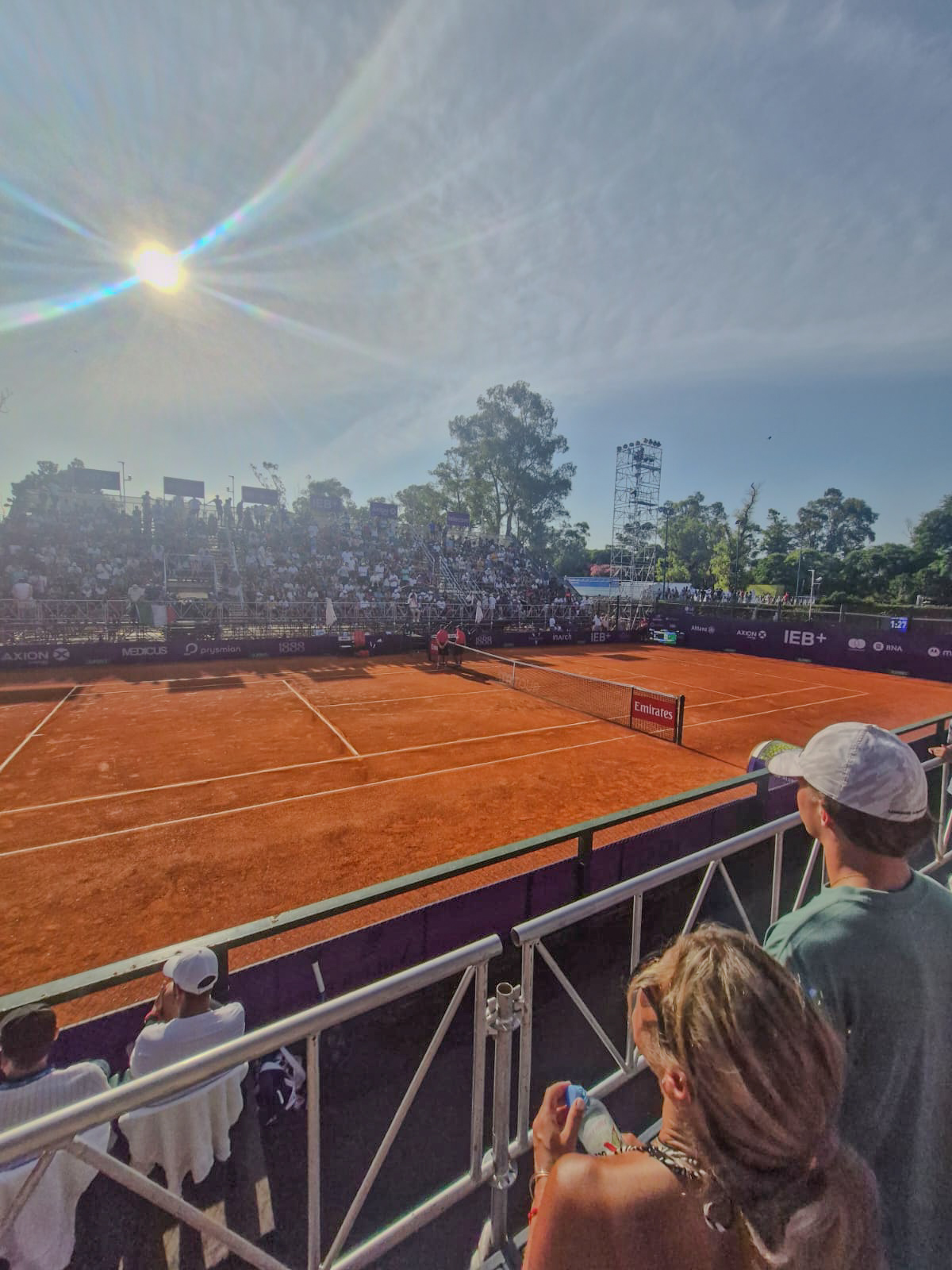
Vista del estadio 2.

Este es escenario de los partidos de mediana concurrencia, su función es optimizar el calendario, permitiendo que varios cotejos se jueguen al mismo tiempo y evitando retrasos en el torneo. Esto mejora la fluidez del evento y ofrece más oportunidades para los jugadores. Posee dos tribunas tubulares ubicadas en los laterales de la cancha que le proporcionan una capacidad de 730 espectadores.
Estadio 3:

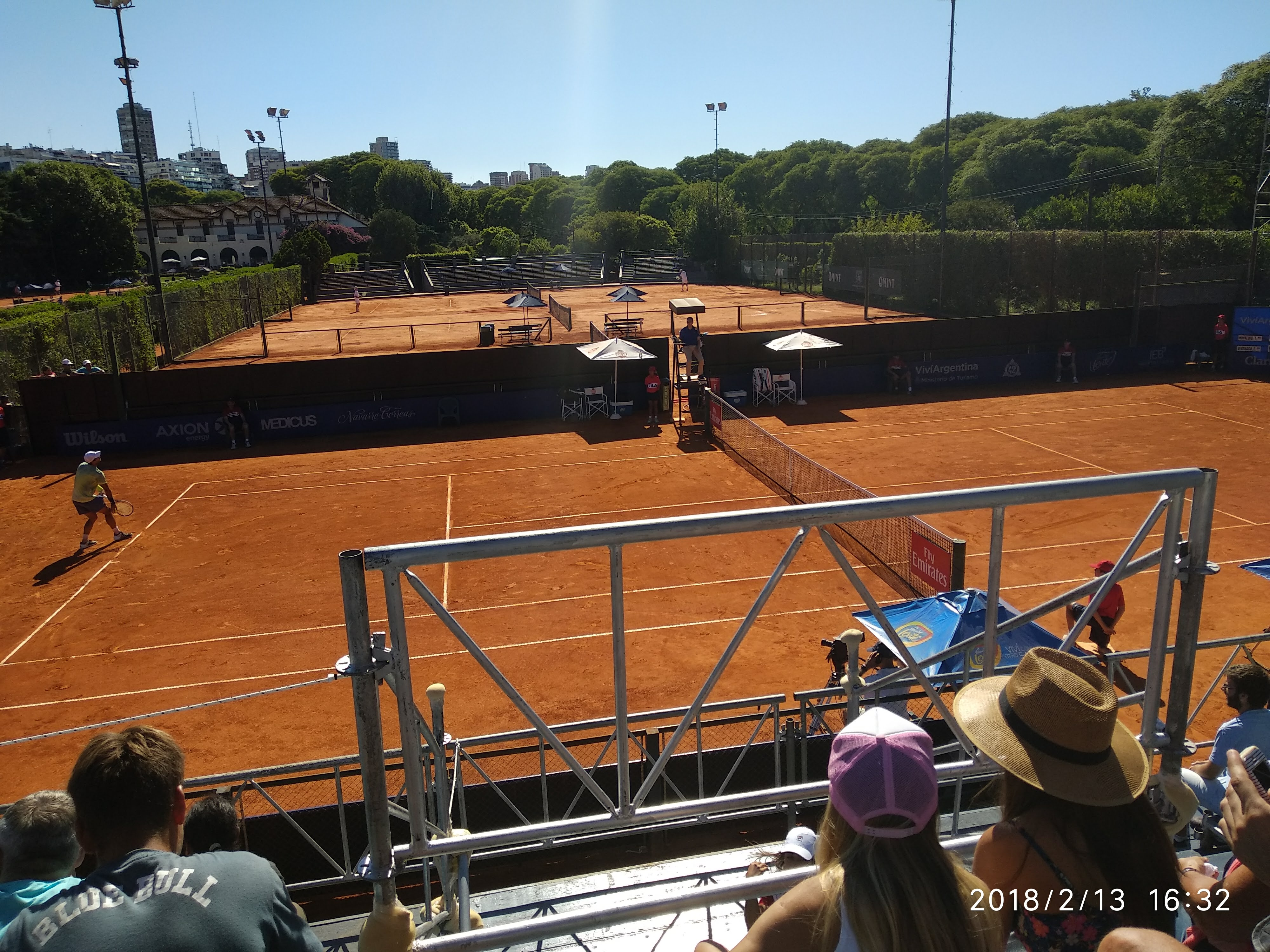
Vista del estadio 3 y canchas anexas del BALTC.

Cuenta con tribunas que pueden acomodar a 132 espectadores. Esta disposición es ideal para partidos que no requieren grandes aforos, ofreciendo a los aficionados una experiencia más cercana e íntima con los jugadores.

## Palmarés

### Individual masculino
| Año              | Campeón                    | Subcampeón             | Resultado                |
| ---------------- | -------------------------- | ---------------------- | ------------------------ |
| 1968             | Roy Emerson (1)            | Rod Laver              | 9-7, 6-4, 6-4            |
| 1969             | Francois Jauffret (1)      | Zeljko Franulovic      | 3-6, 6-2, 6-4, 6-3       |
| 1970             | Zeljko Franulovic          | Manuel Orantes         | 6-4, 6-2, 6-0            |
| 1971             | Zeljko Franulovic (2)      | Ilie Nastase           | 6-3, 7-6, 6-1            |
| 1972             | Karl Meiler (1)            | Guillermo Vilas        | 6-7, 2-6, 6-4, 6-4, 6-4  |
| 1973             | Guillermo Vilas            | Björn Borg             | 3-6, 6-7, 6-4, 6-6, ret. |
| 1974             | Guillermo Vilas            | Manuel Orantes         | 6-3, 0-6, 7-5, 6-2       |
| 1975             | Guillermo Vilas            | Adriano Panatta        | 6-1, 6-4, 6-4            |
| 1976             | Guillermo Vilas            | Jaime Fillol           | 6-2, 6-2, 6-3            |
| 1977 I           | Guillermo Vilas            | Wojtek Fibak           | 6-4, 6-3, 6-0            |
| 1977 II          | Guillermo Vilas            | Jaime Fillol           | 6-2, 7-5, 3-6, 6-3       |
| 1978             | José Luis Clerc            | Víctor Pecci           | 6-4, 6-4                 |
| 1979             | Guillermo Vilas            | José Luis Clerc        | 6-1, 6-2, 6-2            |
| 1980             | José Luis Clerc (2)        | Rolf Gehring           | 6-7, 2-6, 7-5, 6-0, 6-3  |
| 1981             | Ivan Lendl (1)             | Guillermo Vilas        | 6-2, 6-2                 |
| 1982             | Guillermo Vilas (8)        | Alejandro Ganzábal     | 6-2, 6-4                 |
| 1985             | Martín Jaite (1)           | Diego Pérez            | 6-4, 6-2                 |
| 1986             | Jay Berger (1)             | Franco Davín           | 6-3, 6-3                 |
| 1987             | Guillermo Pérez-Roldán (1) | Jay Berger             | 3-2, ret.                |
| 1988             | Javier Sánchez Vicario (1) | Guillermo Pérez-Roldán | 6-2, 7-6                 |
| 1992             | Juan Gisbert (1)           | Carsten Arriens        | 6-1, 7-6                 |
| 1993             | Carlos Costa (1)           | Alberto Berasategui    | 3-6, 6-1, 6-4            |
| 1994             | Àlex Corretja (1)          | Javier Frana           | 6-3, 5-7, 7-6(3)         |
| 1995             | Carlos Moyá                | Félix Mantilla         | 6-0, 6-3                 |
| 1997             | Franco Squillari           | Diego Moyano           | 6-1, 6-4                 |
| 1998             | Younes El Aynaoui (1)      | Alberto Martín         | 7-6, 6-1                 |
| 1999             | Franco Squillari (2)       | Hernán Gumy            | 5-7, 6-1, 6-4            |
| 2000             | Guillermo Coria            | Alberto Berasategui    | 6-1, 4-6, 6-4            |
| ↓ ATP Tour 250 ↓ |                            |                        |                          |
| 2001             | Gustavo Kuerten (1)        | José Acasuso           | 6-1, 6-3                 |
| 2002             | Nicolás Massú (1)          | Agustín Calleri        | 2-6, 7-6(5), 6-2         |
| 2003             | Carlos Moyá                | Guillermo Coria        | 6-3, 4-6, 6-4            |
| 2004             | Guillermo Coria (2)        | Carlos Moyá            | 6-4, 6-1                 |
| 2005             | Gastón Gaudio (1)          | Mariano Puerta         | 6-4, 6-4                 |
| 2006             | Carlos Moyá (3)            | Filippo Volandri       | 7-6(6), 6-4              |
| 2007             | Juan Mónaco (1)            | Alessio di Mauro       | 6-1, 6-2                 |
| 2008             | David Nalbandian (1)       | José Acasuso           | 3-6, 7-6(5), 6-4         |
| 2009             | Tommy Robredo (1)          | Juan Mónaco            | 7-5, 2-6, 7-6(5)         |
| 2010             | Juan Carlos Ferrero (1)    | David Ferrer           | 5-7, 6-4, 6-3            |
| 2011             | Nicolás Almagro (1)        | Juan Ignacio Chela     | 6-3, 3-6, 6-4            |
| 2012             | David Ferrer               | Nicolás Almagro        | 4-6, 6-3, 6-2            |
| 2013             | David Ferrer               | Stan Wawrinka          | 6-4, 3-6, 6-1            |
| 2014             | David Ferrer (3)           | Fabio Fognini          | 6-4, 6-3                 |
| 2015             | Rafael Nadal (1)           | Juan Mónaco            | 6-4, 6-1                 |
| 2016             | Dominic Thiem              | Nicolás Almagro        | 7-6(2), 3-6, 7-6(4)      |
| 2017             | Alexandr Dolgopolov (1)    | Kei Nishikori          | 7-6(4), 6-4              |
| 2018             | Dominic Thiem (2)          | Aljaž Bedene           | 6-2, 6-4                 |
| 2019             | Marco Cecchinato (1)       | Diego Schwartzman      | 6-1, 6-2                 |
| 2020             | Casper Ruud                | Pedro Sousa            | 6-1, 6-4                 |
| 2021             | Diego Schwartzman (1)      | Francisco Cerúndolo    | 6-1, 6-2                 |
| 2022             | Casper Ruud (2)            | Diego Schwartzman      | 5-7, 6-2, 6-3            |
| 2023             | Carlos Alcaraz (1)         | Cameron Norrie         | 6-3, 7-5                 |
| 2024             | Facundo Díaz Acosta (1)    | Nicolás Jarry          | 6-3, 6-4                 |
| 2025             | João Fonseca (1)           | Francisco Cerúndolo    | 6-4, 7-6(1)              |

### Dobles masculino
| Año              | Campeones                                  | Subcampeones                          | Resultado               |
| ---------------- | ------------------------------------------ | ------------------------------------- | ----------------------- |
| 1968             | Andrés Gimeno Fred Stolle                  | Rod Laver Roy Emerson                 | 6-3, 4-6, 7-5, 6-1      |
| 1969             | Patricio Cornejo Jaime Fillol              | Roy Emerson Frew McMillan             | ret.                    |
| 1970             | Bob Carmichael Ray Ruffels                 | Željko Franulović Jan Kodeš           | 7-5, 6-2, 5-7, 6-7, 6-3 |
| 1971             | Željko Franulović Ilie Năstase             | Patricio Cornejo Jaime Fillol         | 6-4, 6-4                |
| 1972             | Jaime Fillol (2) Jaime Pinto               | Barry Phillips-Moore Iván Molina      | 2-6, 7-6, 6-2           |
| 1973             | Ricardo Cano Guillermo Vilas               | Patricio Cornejo Iván Molina          | 7-6, 6-3                |
| 1974             | Manuel Orantes Guillermo Vilas (2)         | Clark Graebner Thomaz Koch            | 6-4, 6-3                |
| 1975             | Paolo Bertolucci Adriano Panatta           | Jürgen Fassbender Hans-Jürgen Pohmann | 7-6, 6-7, 6-4           |
| 1976             | Carlos Kirmayr Tito Vázquez                | Ricardo Cano Belus Prajoux            | 6-4, 7-5                |
| 1977             | Ion Țiriac Guillermo Vilas (3)             | Ricardo Cano Antonio Muñoz            | 6-4, 6-0                |
| 1978             | Chris Lewis Van Winitsky                   | José Luis Clerc Belus Prajoux         | 6-4, 3-6, 6-0           |
| 1979             | Tomáš Šmíd Sherwood Stewart                | Marcos Hocevar João Soares            | 6-1, 7-5                |
| 1980             | Hans Gildemeister Andrés Gómez             | Ángel Giménez Jairo Velasco           | 6-4, 7-5                |
| 1981             | Marcos Hocevar João Soares                 | Álvaro Fillol Jaime Fillol            | 7-6, 6-7, 6-4           |
| 1982             | Hans Kary Zoltán Kuharszky                 | Ángel Giménez Manuel Orantes          | 7-5, 6-2                |
| 1983- 1984       | No celebrado                               | No celebrado                          | No celebrado            |
| 1985             | Martín Jaite Christian Miniussi            | Eduardo Bengoechea Diego Pérez        | 6-4, 6-3                |
| 1986             | Loïc Courteau Horst Skoff                  | Gustavo Luza Gustavo Tiberti          | 3-6, 6-4, 6-3           |
| 1987             | Sergio Casal Tomás Carbonell               | Jay Berger Horacio De La Peña         | ret.                    |
| 1988             | Carlos Costa Javier Sánchez                | Eduardo Bengoechea José Luis Clerc    | 6-3, 3-6, 6-3           |
| 1989- 1992       | No celebrado                               | No celebrado                          | No celebrado            |
| 1993             | Tomás Carbonell (2) Carlos Costa (2)       | Sergio Casal Emilio Sánchez           | 6-4, 6-4                |
| 1994             | Sergio Casal (2) Emilio Sánchez            | Tomás Carbonell Francisco Roig        | 6-3, 6-2                |
| 1995             | Vince Spadea Christo van Rensburg          | Jiří Novák David Rikl                 | 6-3, 6-3                |
| 1996- 2000       | No celebrado                               | No celebrado                          | No celebrado            |
| ↓ ATP Tour 250 ↓ |                                            |                                       |                         |
| 2001             | Lucas Arnold Ker Tomás Carbonell (3)       | Mariano Hood Sebastián Prieto         | 5-7, 7-5, 7-6(5)        |
| 2002             | Gastón Etlis Martín Rodríguez              | Simon Aspelin Andrew Kratzmann        | 3-6, 6-3, [10-4]        |
| 2003             | Mariano Hood Sebastián Prieto              | Lucas Arnold David Nalbandian         | 6-2, 6-2                |
| 2004             | Lucas Arnold Ker (2) Mariano Hood (2)      | Federico Browne Diego Veronelli       | 7-5, 6-7(2), 6-4        |
| 2005             | František Čermák Leoš Friedl               | José Acasuso Sebastián Prieto         | 6-2, 7-5                |
| 2006             | František Čermák (2) Leoš Friedl (2)       | Vasilis Mazarakis Boris Pašanski      | 6-1, 6-2                |
| 2007             | Sebastián Prieto (2) Martín García         | Rubén Ramírez Hidalgo Albert Montañés | 6-4, 6-2                |
| 2008             | Agustín Calleri Luis Horna                 | Werner Eschauer Peter Luczak          | 6-0, 6-7(6), [10-2]     |
| 2009             | Marcel Granollers Alberto Martín           | Nicolás Almagro Santiago Ventura      | 6-3, 5-7, [10-8]        |
| 2010             | Sebastián Prieto (3) Horacio Zeballos      | Simon Greul Peter Luczak              | 7-6(4), 6-3             |
| 2011             | Oliver Marach Leonardo Mayer               | Franco Ferreiro André Sá              | 7-6(6), 6-3             |
| 2012             | David Marrero Fernando Verdasco            | Michal Mertiňák André Sá              | 6-4, 6-4                |
| 2013             | Simone Bolelli Fabio Fognini               | Nicholas Monroe Simon Stadler         | 6-3, 6-2                |
| 2014             | Marcel Granollers (2) Marc López           | Pablo Cuevas Horacio Zeballos         | 7-5, 6-4                |
| 2015             | Jarkko Nieminen André Sá                   | Pablo Andújar Oliver Marach           | 4-6, 6-4, [10-7]        |
| 2016             | Juan Sebastián Cabal Robert Farah          | Íñigo Cervantes Paolo Lorenzi         | 6-3, 6-0                |
| 2017             | Juan Sebastián Cabal (2) Robert Farah (2)  | Santiago González David Marrero       | 6-1, 6-4                |
| 2018             | Andrés Molteni Horacio Zeballos (2)        | Juan Sebastián Cabal Robert Farah     | 6-3, 5-7, [10-3]        |
| 2019             | Máximo González Horacio Zeballos (3)       | Diego Schwartzman Dominic Thiem       | 6-1, 6-1                |
| 2020             | Marcel Granollers (3) Horacio Zeballos (4) | Guillermo Durán Juan Ignacio Lóndero  | 6-4, 5-7, [18-16]       |
| 2021             | Tomislav Brkić Nikola Čačić                | Ariel Behar Gonzalo Escobar           | 6-3, 7-5                |
| 2022             | Santiago González Andrés Molteni (2)       | Horacio Zeballos Fabio Fognini        | 6-1, 6-1                |
| 2023             | Simone Bolelli (2) Fabio Fognini (2)       | Nicolás Barrientos Ariel Behar        | 6-2, 6-4                |
| 2024             | Simone Bolelli (3) Andrea Vavassori        | Marcel Granollers Horacio Zeballos    | 6-2, 7-6(6)             |
| 2025             | Guido Andreozzi Theo Arribage              | Rafael Matos Marcelo Melo             | 7-5, 4-6, [10-7]        |

- Individual masculino
- Individual femenino
- Dobles masculino

## Ganadores múltiples en individuales

### Masculino
| Jugador             | Títulos | Años                                                             |
| ------------------- | ------- | ---------------------------------------------------------------- |
| Stanley Knight      | 11      | 1900, 1901, 1902, 1903, 1904, 1905, 1906, 1907, 1908, 1910, 1911 |
| Lionel H. Knight    | 10      | 1913, 1914, 1915, 1916, 1917, 1918, 1919, 1920, 1921, 1922       |
| Enrique Morea       | 8       | 1946, 1947, 1950, 1956, 1957, 1959, 1962, 1963                   |
| Guillermo Vilas     | 8       | 1973, 1974, 1975, 1976, 1977 I & II, 1979, 1982                  |
| Thomas Vesey        | 4       | 1894, 1895, 1896, 1897                                           |
| A. J. McMorran      | 4       | 1899, 1901, 1903, 1905                                           |
| Lucilo del Castillo | 4       | 1930, 1933, 1935, 1938                                           |
| Eduardo Pardo       | 4       | 1952, 1954, 1960, 1961                                           |

## Jugadores destacados
En este torneo han desfilado estrellas internacionales como Guillermo Vilas, Ivan Lendl, Björn Borg, Roy Emerson, Rod Laver, Gustavo Kuerten, Nicolás Massú, Fernando González, Ilie Nastase, Carlos Moyá, Gastón Gaudio, David Nalbandian, Guillermo Coria, Juan Carlos Ferrero, Rafael Nadal, David Ferrer, Dominic Thiem, Juan Martin Del Potro, Kei Nishikori, Stan Wawrinka, Casper Ruud, Carlos Alcaraz, Marin Čilić, Alexander Zverev, Lorenzo Musetti, entre otros.

## Impacto

### Impacto del Argentina Open en la sociedad argentina
El Argentina Open es el torneo de tenis más importante del país y uno de los eventos deportivos de mayor prestigio en América Latina. Su impacto en la sociedad argentina se manifiesta en distintos aspectos, desde lo deportivo y económico hasta lo cultural y social.  
- Fomento del tenis y desarrollo de jugadores:

El torneo ha sido una plataforma clave para el desarrollo del tenis en Argentina. A lo largo de su historia, ha permitido que jóvenes promesas nacionales compitan con figuras de renombre internacional, incentivando el crecimiento del deporte en el país.
- Concurrencia y acceso a las qualys:

Un aspecto destacado del torneo es la alta concurrencia en sus rondas de clasificación (qualys), un fenómeno poco común en torneos de la misma categoría ATP 250. La entrada gratuita o de bajo costo permite que miles de aficionados accedan a tenis de primer nivel, fomentando la pasión por el deporte. En la edición 2025, el torneo registró un récord de asistencia con 66.436 en total, y las qualys tuvieron tribunas repletas (70% habilitado) durante todo el fin de semana en las últimas ediciones. Esta masiva participación demuestra el arraigo del tenis en la cultura deportiva argentina y la importancia de ofrecer eventos accesibles para la comunidad.  
- Impacto económico y turístico:

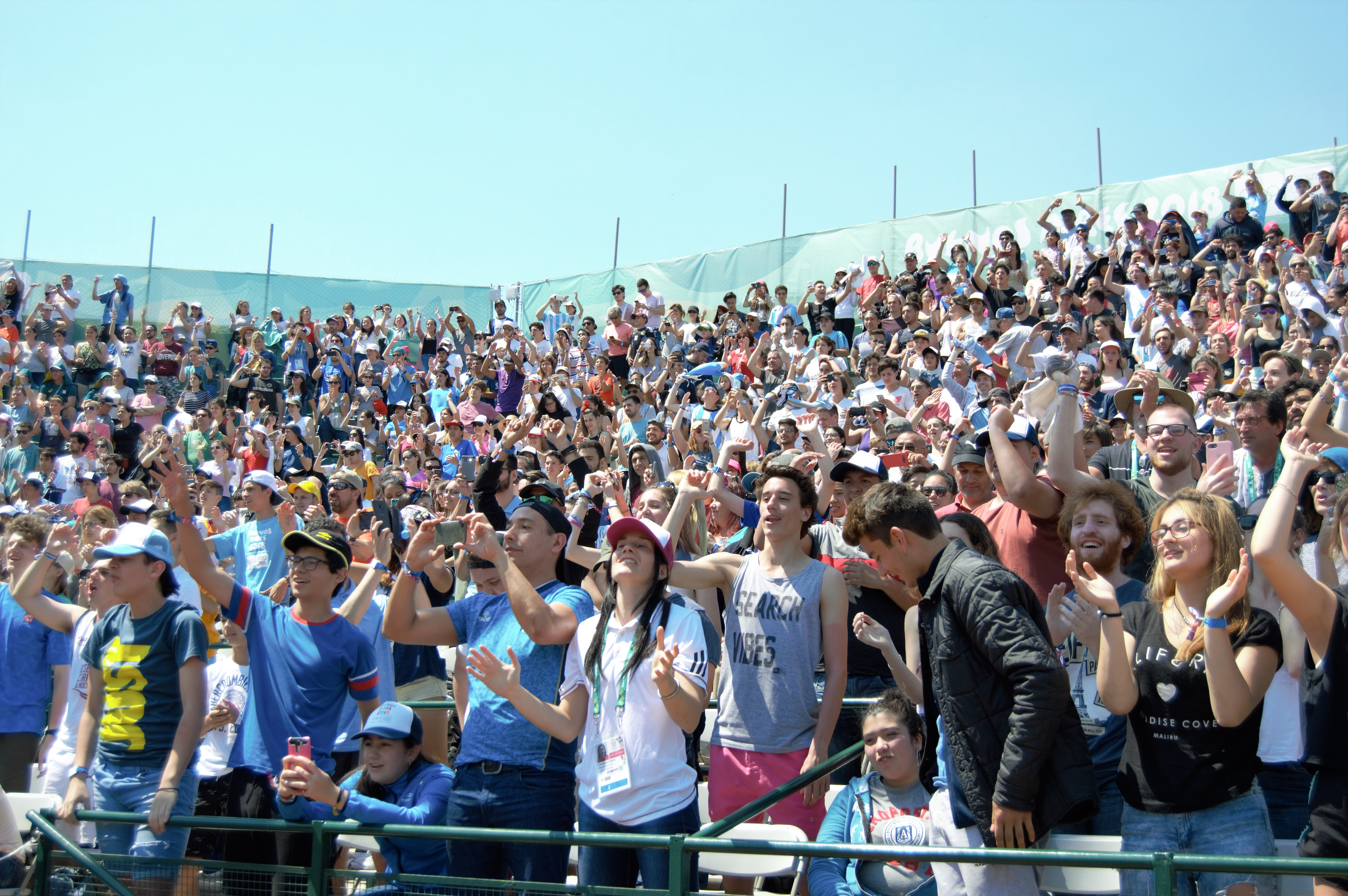
Público en la platea general del Court Central Guillermo Vilas en 2018

El Argentina Open genera un impacto económico significativo, atrayendo a turistas nacionales e internacionales. La llegada de jugadores, entrenadores, periodistas y fanáticos impulsa el sector hotelero, gastronómico y comercial en Buenos Aires. Además, la transmisión televisiva del evento posiciona a Argentina como un destino clave dentro del circuito tenístico mundial.  
- Cultura y tradición deportiva:

El torneo no solo representa una competencia, sino también una tradición dentro del calendario deportivo argentino. Su sede, el Buenos Aires Lawn Tennis Club, ha sido testigo de décadas de historia y ha consolidado al Argentina Open como un evento icónico. Cada año, el torneo reúne a familias, jóvenes deportistas y seguidores del tenis, generando un ambiente único que refuerza el sentido de comunidad en torno al deporte.

## Récords
- Mayor cantidad de títulos en individuales masculino: Guillermo Vilas con 8 coronaciones.

- Mayor cantidad de títulos en individuales femenino: Dorothy Boadle con 8 coronaciones.

- Mayor cantidad de partidos consecutivos ganados (individuales masculinos): Guillermo Vilas con 39 encuentros.

- Campeón más joven: João Fonseca 18 años y 5 meses en 2025.

- Campeón más longevo: David Ferrer 31 años, 11 meses y 15 días en 2014.

- Partido más largo: Diego Schwartzman vs Pablo Cuevas (5-7, 7-6 y 7-5 en 3 horas y 42 minutos).

- Mayor cantidad de partidos disputados: Nicolás Almagro: con 39 cotejos.

- Debut más joven en individual masculino: Martín Jaite con 15 años en 1981.

- Mayor número de participaciones: David Nalbandián en 10 ocasiones.

- Edición con mayor concurrencia: En 2025, el torneo atrajo a 66.346 espectadores durante sus siete días de competencia, convirtiéndose en el tercer ATP 250 con mayor concurrencia de público.[8]

- Jugador más joven en ganar un partido en individuales masculino: Richard Gasquet con 17 años en 2004.

- Jugador con mayor porcentaje de partidos perdidos en individuales masculino: Holger Rune con 100% (3/3).

- Campeón con menor ranking ATP: Joao Fonseca, 99°.

- Finalistas desde la Qualy: José Acasuso en 2001 y Francisco Cerúndolo en 2021.

## Premios en puntos
| Fase             | Puntos |
| ---------------- | ------ |
| Primera Ronda    | 0      |
| Segunda Ronda    | 25     |
| Cuartos de final | 50     |
| Semifinal        | 100    |
| Finalista        | 165    |
| Ganador          | 250    |

## Patrocinadores
| Nombre torneo   | Patrocinador    | Años          |
| --------------- | --------------- | ------------- |
| AT&T            | AT&T            | 2001 - 2003   |
| Personal        | Personal        | 2004 - 2006   |
| Telmex          | Telmex          | 2007 - 2010   |
| Claro           | Claro           | 2011 - 2016   |
| No hubo sponsor | No hubo sponsor | 2017 - 2023   |
| IEB+            | IEB+            | 2024-presente |

## Cobertura mediática

### Televisión y Streaming
TyC Sports ostenta los derechos del torneo en Argentina y Latinoamérica, lo que permite disfrutar de los partidos de individuales y dobles no solo por su señal principal, sino también a través de la plataforma TyC Sports + durante las fases de clasificación y la ronda final. Cabe resaltar que desde 2001, la conducción del evento por parte de esta señal ha sido responsabilidad del periodista Gonzalo Bonadeo, con el acompañamiento en los comentarios del extenista Martin Jaite y las colaboraciones especiales de Fernando Cicutti y Juan Martin Rinaldi desde el Court Central, anteriormente el rol de comentarista estaba a cargo de Alejandro Klappenbach.
Asimismo, la aplicación Tennis TV ofrece la posibilidad de ver el torneo en vivo o en diferido en todo el mundo.

### Documental
TyC Sports ha producido una serie documental titulada "Argentina Open, una historia de 25 años", que celebra el cuarto de siglo del torneo. Esta producción recorre momentos destacados del evento, incluyendo a los 24 campeones y las grandes figuras que han participado. 
- Capítulo 1: "ADN futbolero"
- Capítulo 2: "Jugar en Buenos Aires"
- Capítulo 3: "El Despegue"
- Capítulo 4: "La Armada Española"
- Capítulo 5: "Campeones Argentinos"

El mismo se encuentra publicado en el perfil de YouTube de "Tyc Sports Play".